# Wycieczka w nieznane
Wycieczka w nieznane – polski film psychologiczny z 1967 na podstawie opowiadania Andrzeja Brychta Wycieczka: Auschwitz-Birkenau.

## Obsada
- Małgorzata Niemirska − Jolka
- Ryszard Filipski − pisarz Andrzej Miller
- Janusz Guttner − Robert, kolega Andrzeja
- Zdzisław Leśniak − scenarzysta Groszek
- Alicja Pawlicka − Elza
- Emilia Krakowska − Mirka, mieszkanka Oświęcimia
- Jolanta Lothe − Halina, mieszkanka Oświęcimia
- Zdzisław Maklakiewicz − "scenarzysta"
- Witold Skaruch − reżyser
- Tadeusz Madeja − chłopak starający się o statystowanie

## Fabuła
Młody i zdolny pisarz traktuje swoje życie lekko, co zmienia się, gdy pozna i pokocha Jolkę. Podczas wycieczki do Oświęcimia, gdzie kręcony jest film według scenariusza jego kolegi, zmieni się też jego podejście do życia.